# Propifenazona
La propifenazona o isopropilantipirina es un medicamento que pertenece al grupo de las pirazolonas y tiene propiedades antitérmicas y analgésicas, por lo que se utiliza para tratar el dolor y la fiebre, bien solo o asociado a otros fármacos en el mismo comprimido. Su acción farmacológica se debe a que produce un bloqueo en la síntesis de prostaglandinas por inhibición de la enzima ciclooxigenasa.
Se inició su comercialización en el año 1951, sin embargo debido a que puede causar, muy infrecuentementemente, efectos secundarios graves y potencialmente mortales, como anemia aplásica y agranulocitosis, las autoridades sanitarias han recomendado restringir su utilización a dolores intensos que no respondan a otros tratamientos y no utilizarlo en niños. En algunos países su producción y venta están prohibidas.
Aunque posee propiedades antiinflamatorias, no está indicado para tratar procesos reumáticos, pues existen otras alternativas de la misma eficacia y más seguras para los pacientes.